# Геофізична печера (Алтайський край)
Геофізична печера (рос. Геофизическая) — печерана Семінському хребті, на Алтаї, Алтайський край, Росія. Печера комплексного (горизонтально-вертикального) типу простягання. Загальна протяжність — 500 м. Глибина печери — 130 м. Категорія складності проходження ходів печери — 2Б. Печера належить до Західноалтайської області Алтайської провінції Алтай-Саянської спелеологічної країни. 